# 王家法院
王家法院（宗喀語：དཔལ་ལྡན་འབྲུག་པའི་དྲང་ཁྲིམས་ལྷན་སྡེ་）是不丹司法系統的最高權力機構，高級法官由國王任命。不丹的司法系統受英國普通法影響。王家法院位於首都廷布。

## 背景
由於不丹司法系統的人員的資歷不足，大部分於司法系統的官員都是公務員。在2007年司法系統法案通過前，不丹的法官是公務員體系的一部分。

## 2008年憲法的編纂
2008年，不丹憲法訂下了王家法院實體和程序上的框架。憲法第21條訂明了王室對不丹高等法院和不丹最高法院的任命，以及每層行政體系的職責。
由國王委任的最高法院首席法官任期五年，為王家機構國家司法委員會的主席。最高法院首席法官在司法機構外，亦是攝政委員會成員、主持不丹國會兩院聯合會議、負責退位程序，以及主持政治彈劾程序。
除了最高法院首席法官外，所有憲法下委任的法官的任期都為十年。但是，最高法院法官在65歲必須退休。高等法院的首席法官直至60歲必須退休，任期都是十年。所有在憲法下委任的法官都不能再獲委任。

## 组织結構
- 不丹最高法院（英语：Supreme Court of Bhutan） － 不丹最高上訴法院，擁有法律解釋權
- 不丹高等法院（英语：High Court of Bhutan） － 上訴法院、境外司法機構
- 由不丹國會設立的行政法庭
- 宗法院（英语：Dzongkhag Court） － 宗地方法院（20）
- 東法院（英语：Dungkhag Court） － 東地方法院，不丹行政區劃中13個中的6個為「東」。

### 引用
1. ↑   (PDF). Royal Court of Justice Online. Government of Bhutan. 2007-01-04  [2010-11-13]. （原始内容 (PDF)存档于2011年4月27日）.
2. 1 2 3 4 5 6 7   (PDF). Government of Bhutan. 2008-07-18  [2010-10-13]. （原始内容 (PDF)存档于2011-07-06）.

## 外部連結
- [不丹憲法] (PDF). Government of Bhutan. 2008-07-18  [2010-10-19]. （原始内容 (PDF)存档于2011-07-06） （宗卡语）.
- . Government of Bhutan.   [2010-10-19]. （原始内容存档于2010-10-05）.
- . Bhutannica.   [2010-10-19]. （原始内容存档于2011-04-27）.